# Galgenveldbrug
De Galgenveldbrug (brug 2476) is een vaste brug in Amsterdam-Noord.
De brug verbindt de Tolhuistuin met de Badhuiskade, tot 2003 het domein van Koninklijke Shell. Ze overspant daarbij het Buiksloterkanaal. In de periode 1972 tot 1975 werd hier een voetgangersbrug aangelegd met aan de ene kant van het kanaal de Shell-kantine en de toegangspoort tot de tuin en aan de andere kant voerend naar het oude Groot Laboratorium van Shell. De brug werd door Shell zelf bekostigd en is ontworpen door Arthur Staal, die zowel de kantine als ook de Shelltoren ontwierp.
De brug kreeg naar aanleiding van de overdracht van het Shellterrein aan de gemeente zowel een nieuw nummer (van 188 naar 2476) als een nieuwe naam Galgenveldbrug. Dat laatste is een verwijzing naar het galgenveld van Amsterdam dat hier in de middeleeuwen lag. Een van de mensen die hier als voorbeeld opgehangen werd was Elsje Christiaens, die tegelijkertijd een brug (100 meter naar het noordoosten) naar haar vernoemd kreeg.
Sinds januari 2022 vormt het samen met de voormalige Shell-kantine één gemeentelijk monument. In die periode bevond die brug zich op een restauratiewerkplaats.

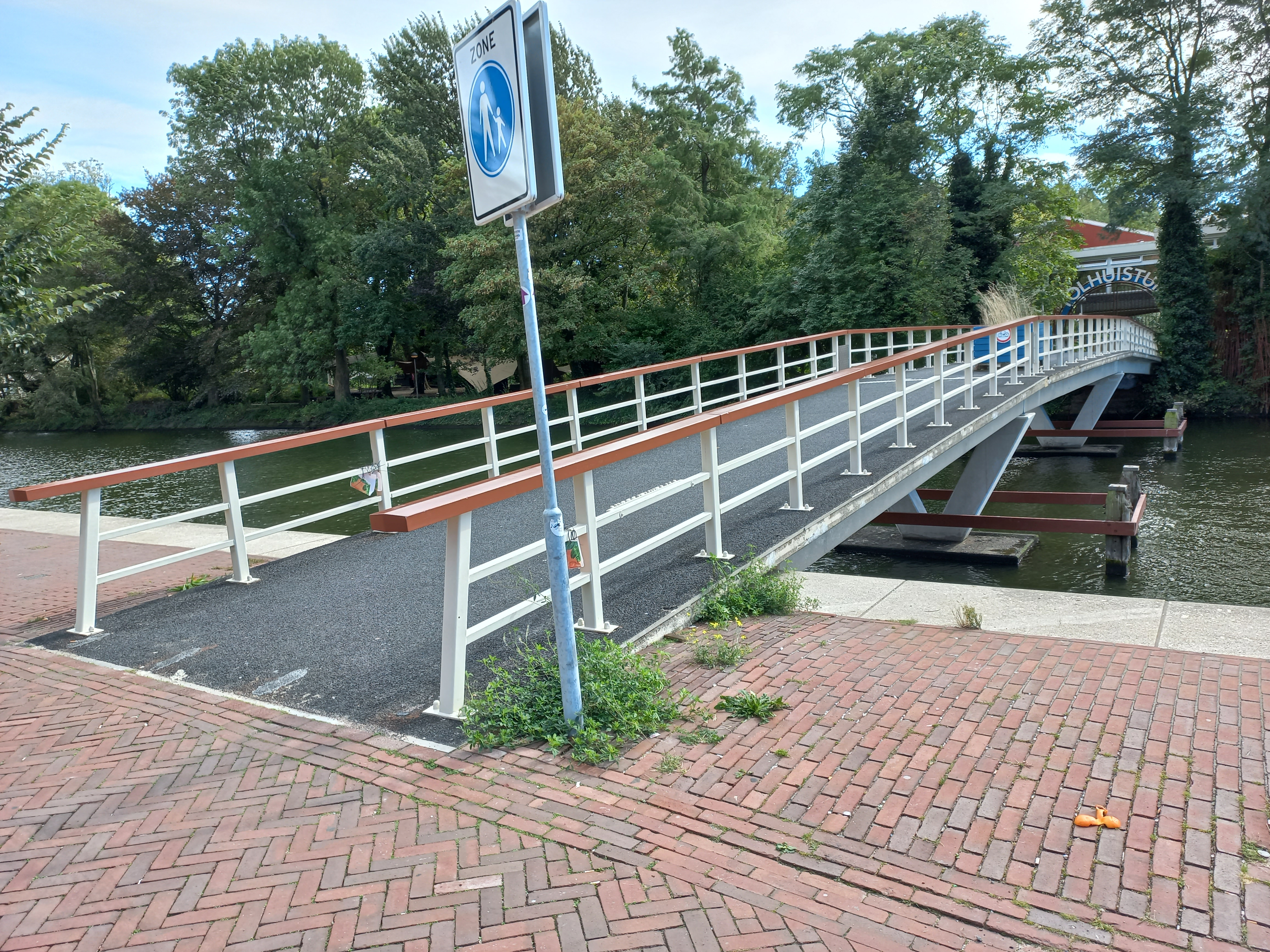
Galgenveldburg na reparatie (september 2023)

2400 · 2401 · 2402 · 2403 · 2404 · 2405 · 2406 · 2407 · 2408 · 2409 ·  2410 · 2411 · 2412 · 2413 · 2414 · 2415 · 2421 · 2422 · 2423 · 2424 · 2425 · 2426 · 2427 · 2428 · 2429 · 2430 · 2431 · 2432 · 2433 · 2434 · 2435 · 2436 · 2437 · 2438 · 2439 · 2441 · 2451-2453 · 2454 · 2455 · 2456 · 2457 · 2459 · 2461 · 2462 · 2468 · 2469 · 2470 · 2471 · 2472 · 2473 · 2474 · 2475 · 2476 · 2477 · 2478 · 2480 · 2481 · 2482 · 2483 · 2484 · 2485 · 2486 · 2487 · 2488 · 2489 · 2490 · 2491 · 2492 · 2493 · 2494-2499
Brugnummers 2416, 2417, 2418, 2419, 2420, 2441, 2442, 2443, 2444,  2445, 2446, 2447, 2448, 2449, 2450, 2458, 2460, 2463, 2464, 2465, 2466, 2467, 2479 zijn niet vergeven.